# Rosa deqenensis
Rosa deqenensis là loài thực vật có hoa trong họ Hoa hồng. Loài này được T.C. Ku miêu tả khoa học đầu tiên năm 1990.